# 查懋昌
查懋昌（1506年—？年），字允言，太醫院籍，直隸蘇州府長洲縣人，明朝政治人物。

## 生平
嘉靖四年（1525年）順天府鄉試第七十九名，與兄查懋光同榜。嘉靖二十三年（1544年）登甲辰科会试第二百三十九名，二甲二十二名進士。官至工部主事。

## 家族
曾祖查文，府同知，贈中大夫布政使司右參政；祖父查恂，以子查應兆累贈中大夫布政使司右參政；父查應臣，訓導。母陳氏；繼母孫氏、雷氏。具庆下。弟查懋光，前刑部主事；查懋昭，嘉靖十九年庚子舉人；懋欽；懋芳；懋賢；懋元。